# Phía nào đến chân trời
Phía nào đến chân trời là album phòng thu thứ sáu và cũng là album phòng thu thứ ba của ca sĩ Thu Phương tại Mỹ, được sản xuất bởi ca sĩ Thu Phương và được phát hành bởi công ty quản lý của cô, D&D Entertainment vào ngày 9 tháng 10 năm 2014. Album là sự thử nghiệm của Thu Phương với dòng nhạc acoustic và unplugged đánh dấu sự hợp tác thành công giữa cô và guitarist, nhà sản xuất người Đà Nẵng Cao Minh Đức. Với album này, Phương đi theo chủ nghĩa tối giản kết hợp với những bản phối unplugged và guitar thùng cùng chất giọng trầm khàn, điêu luyện đầy nội lực của mình.
Album cũng đánh dấu lần kết hợp trở lại của Phương với nhạc sĩ Việt Anh với hai ca khúc chủ đề trong album là "Hai chúng ta" & "Phía nào đến chân trời".

## Hoàn cảnh ra đời và chủ đề
~Thu Phương
Đầu năm 2014, trả lời phỏng vấn trên tờ Vnexpress, Phương cho biết cô đang ấp ủ làm một album với chủ đề về tình yêu của những người phụ nữ. Từ những bát hát, qua thời gian Thu Phương thấy những góc nhìn khác về tình yêu, nỗi buồn, thân phận.
Những rung động này được kể lại qua những bản phối khí của các nhạc sĩ Minh Hoàng, Cao Minh Đức, Đức Thụy, Thành Vương. Album được ra mắt đúng dịp sinh nhật thứ 42 của cô.

## Lời tự sự

Thu Phương trong một cảnh quay trên đảo Cát Bà cho Phía nào đến chân trời tháng 5 năm 2014.

Phía cuối chân trời nơi ấy là hạnh phúc, bình an. Là nơi anh hãy mang em đi về phía ấy sau những sóng gió của cuộc đời. Phương đã chọn ca khúc “Phía nào đến chân trời” của nhạc sỹ Việt Anh làm chủ đề cho album mới. Chín bài hát trong album là những bản tình ca lãng mạn, nhẹ nhàng nhưng da diết đầy hoài niệm và tiếc nuối.
Những ca khúc trong CD khẽ khàng kể về câu chuyện của người phụ nữ sống nồng nàn trong tình yêu, đầy khát khao và trăn trở. Có khi mãnh liệt như những đốm lửa đỏ nhưng cũng có khi mong manh và yếu đuối như những bông tuyết lạnh. Người phụ nữ đã bước qua những thăng trầm, buồn vui của cuộc sống. Những đắng cay ngọt bùi của tình yêu đủ để họ hiểu được rằng "Đời sống chỉ là một cái bóng bước đi". Một cái bóng phiêu du giữa đời thực và mộng mị mơ hồ để cảm nhận hết những cô đơn, bơ vơ, những xao động trong tình yêu. Thời gian, đời người cứ thế trôi đi và cuối cùng thấy rằng: "Con người càng mộng ảo càng tha thiết với đời".
Và cứ thế...Cứ tha thiết với cuộc đời, cứ mộng mơ kiếm tìm hạnh phúc. Dù vẫn biết hạnh phúc như những khoảnh khắc, giấc mộng rồi cũng vội vàng vụt tan. Và giờ đây chúng ta, những người phụ nữ vẫn cứ rong ruổi cùng những giấc mơ, giấc mơ tìm thấy "Phía Nào Đến Chân Trời 

## Danh sách ca khúc
| STT | Nhan đề                                   | Sáng tác                          | Thời lượng |
| --- | ----------------------------------------- | --------------------------------- | ---------- |
| 1.  | "Hai chúng ta"                            | Việt Anh                          | 5:00       |
| 2.  | "Chuyện của mùa đông"                     | Phạm Toàn Thắng                   | 6:00       |
| 3.  | "Chỉ còn mùa quên"                        | Nguyễn Hồng Thuận                 | 4:57       |
| 4.  | "Trăng dưới chân mình"                    | Trần Lê Quỳnh                     | 5:38       |
| 5.  | "Những ngày mưa rơi"                      | Minh Quốc                         | 5:26       |
| 6.  | "Thuyền giấy"                             | nhạc Thái Lan, lời Viêt Tường Văn | 4:10       |
| 7.  | "Phía nào đến chân trời"                  | Việt Anh                          | 4:41       |
| 8.  | "Cô gái đến từ hôm qua" (new version)     | Trần Lê Quỳnh                     | 4:22       |
| 9.  | "Hai chúng ta" (bản song ca)              | Việt Anh                          | 5:01       |
| 10. | "Trở về dòng sông tuổi thơ" (bonus track) | Hoàng Hiệp                        | 4:12       |

| Bonus DVD | Bonus DVD                               | Bonus DVD       | Bonus DVD  |
| STT       | Nhan đề                                 | Sáng tác        | Thời lượng |
| --------- | --------------------------------------- | --------------- | ---------- |
| 1.        | "Những ngày mưa rơi" (video single)     | Minh Quốc       | 6:17       |
| 2.        | "Phía nào đến chân trời" (video single) | Việt Anh        | 5:33       |
| 3.        | "Behind the scene" (bts video)          | với Celeb Media | 6:06       |

## Đánh giá và đón nhận từ công chúng
| Đánh giá chuyên môn | Đánh giá chuyên môn |
| Nguồn đánh giá      | Nguồn đánh giá      |
| Nguồn               | Đánh giá            |
| ------------------- | ------------------- |
| AudioHanoi          | [ 4 ]               |

"Phía nào đến chân trời" kể cho người nghe câu chuyện một người phụ nữ đã bước qua những thăng trầm, buồn vui của cuộc sống, đến cuối cùng nhận ra rằng phía cuối chân trời kia, dù có thực hay hư ảo cũng sẽ là nơi bình an, hạnh phúc. Xưa nay người nghe đến với Thu Phương bằng cảm nhận, bằng đồng điệu của những trái tim âm nhạc hơn bởi những phù du hư ảo khác.
Bước sang tuổi 42, giọng hát Thu Phương vẫn chưa bao giờ mất đi sự ngọt ngào, khắc khoải và cuốn hút đến mê hoặc. Không làm cho khán giả chờ đợi mình phải thất vọng, CD “Phía nào đến chân trời” là sự đào sâu, kỹ lưỡng của Thu Phương với những bản tình ca lãng mạn, đượm buồn đầy nuối tiếc, cảm xúc.
Bên cạnh đó, Thu Phương mang tới một cảm xúc hoàn toàn mới mẻ cho những ca khúc mới như “Chuyện của mùa Đông" (Phạm Toàn Thắng),“Chỉ còn mùa quên” (Nguyễn Hồng Thuận),“Trăng dưới chân mình” (Trần Lê Quỳnh) “Những ngày mưa rơi” (Minh Quốc)…Trong CD lần này Thu Phương chọn ca khúc “Phía nào đến chân trời” làm chủ đề, cũng là để khẳng định thêm mối lương duyên gắn bó giữa Thu Phương và tác giả Việt Anh
| “              | Bước sang tuổi 42, giọng hát Thu Phương vẫn chưa bao giờ mất đi sự ngọt ngào, khắc khoải và cuốn hút đến mê hoặc. | ” |
| — Báo Đất Việt | |   |

| “                   | Âm nhạc của Thu Phương như một liều thuốc gây nghiện. Nếu đã nghe rồi thì sẽ yêu và chẳng thể dứt ra | ” |
| — Báo Việt Nam Plus | |   |

Album được phát hành đồng thời online và bản CD, ngay tuần đầu ra mắt nó đã thu hút trên 1 triệu lượt người nghe và vươn lên vị trí dẫn đầu BXH album hot trung tuần tháng 10 năm 2014 trên Zing.

## Video âm nhạc và đĩa đơn kép
Để thực hiện hai sản phẩm âm nhạc "Phía nào đến chân trời" & "Những ngày mưa rơi", Thu Phương đã về nước và chọn Cát Bà, Hải Phòng để thực hiện dự án này. Được xây dựng chung một mạch truyện, cả hai ca khúc “Những ngày mưa rơi” và “Phía nào đến chân trời” đều nói về câu chuyện của người phụ nữ bất chợt một ngày tìm thấy những kỷ niệm cũ của một thời yêu thương. Không trốn chạy chúng, người phụ nữ quyết định đối mặt với trái tim mình, tìm về những nơi xưa để trả lại những kỷ niệm về với quá khứ.
Năm ngoái khi trở về Việt Nam, Thu Phương mang theo món quà là một MV được thực hiện ở biển Long Hải. Năm nay lại tiếp tục một MV được quay tại Cát Bà. Biển có ý nghĩa gì với chị?
| “            | Rất nhiều video ca nhạc của tôi được lựa chọn bối cảnh quay ở biển, đơn giản vì quê hương tôi là Biển, một cách ngẫu nhiên, Biển xuất hiện trong nhiều bài tình ca mà tôi hát. Biển là một phần con người tôi và cuối cùng, thực sự với một người phụ nữ đã trải qua nhiều sóng gió đến nỗi không còn biết sợ như tôi, chỉ khi đứng trước biển mới thấy mình nhỏ bé và cô đơn lạ lùng. | ” |
| — Thu Phương | |   |

## Nhạc phim
- Ca khúc "Phía nào đến chân trời" được sử dụng làm ca khúc chủ đề cho bộ phim truyền hình dài tập "Hạnh phúc mong manh" năm 2014.[11]
- Ca khúc "Hai chúng ta" được sử dụng làm ca khúc chủ đề cho bộ phim "Già gân, mỹ nhân và găng tơ" năm 2016.[12]

## Thành phần tham gia sản xuất
- Biên tập nhạc mục, thu âm, hát chính & hát đệm: Thu Phương
- Chỉnh âm: NNX Studio USA by KS Nhan
- Mastering: Germany Alpha
- Thiết kế bìa: Uning
- Hòa âm phối khí:

Minh Hoàng: 1, 8, 9, 10
Cao Minh Đức: 2, 4, 6, 7
Đức Thụy: 3
Thành Vương: 5
- Khách mời song ca: Bằng Kiều (bản CD)
- Ảnh bìa album được chụp bởi Cao Trung Hiếu tại vùng biển Huntington Beach, California, Hoa Kỳ
- Make-up: Kevin Trung Dũng